# 任茂东
任茂东（1951年7月—）今山东省寿光市洛城街道马前村人，中国共产党党员，研究生学历。第十、十一、十二届全国人大常委会委员。

## 生平
任茂东早年是寿光中学高中13级学生。1977年1月参加工作。毕业于大连海运学院航海系航海专业。曾任大连海运学院教授，后来担任中华人民共和国交通部科技教育司司长。
2003年，任茂东当选第十届全国人大常委会委员、第十届全国人民代表大会教育科学文化卫生委员会委员。2004年10月27日，第十届全国人民代表大会常务委员会第十二次闭幕会议上，通过任命任茂东为第十届全国人民代表大会内务司法委员会委员，免去其第十届全国人民代表大会教育科学文化卫生委员会委员职务。后来，他出任第十届全国人民代表大会内务司法委员会副主任委员。
他是第十、十一、十二届全国人大常委会委员。